# Cape Canaveral Space Force Station

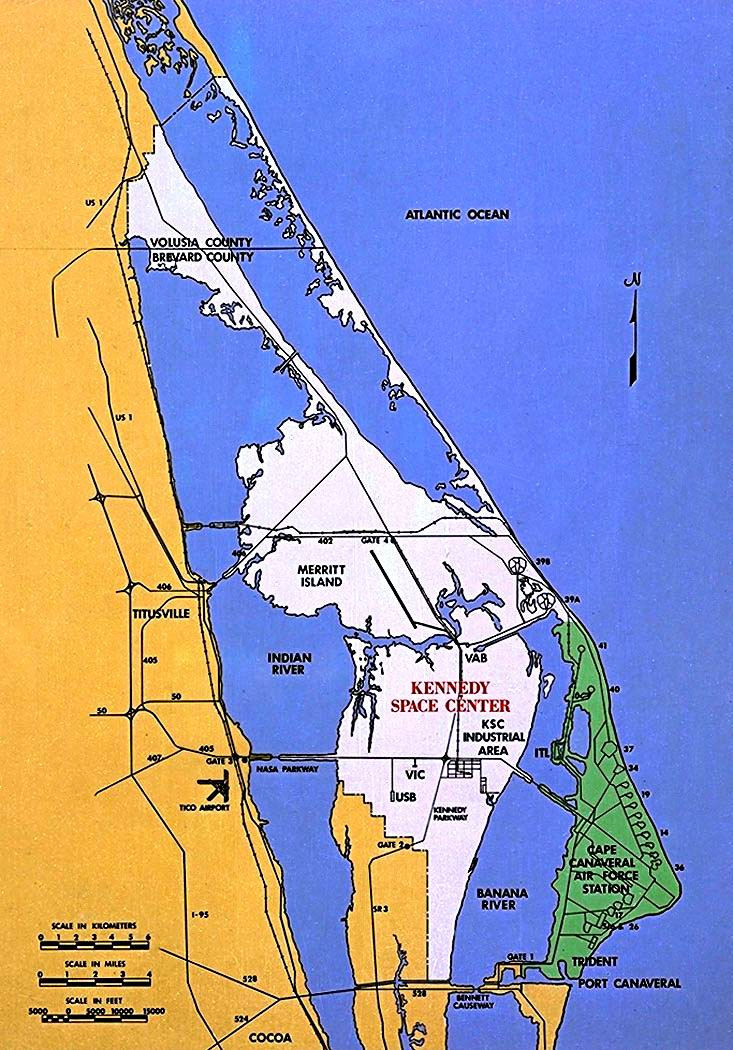
Cape Canaveral Air Force Station (in donkergroen).

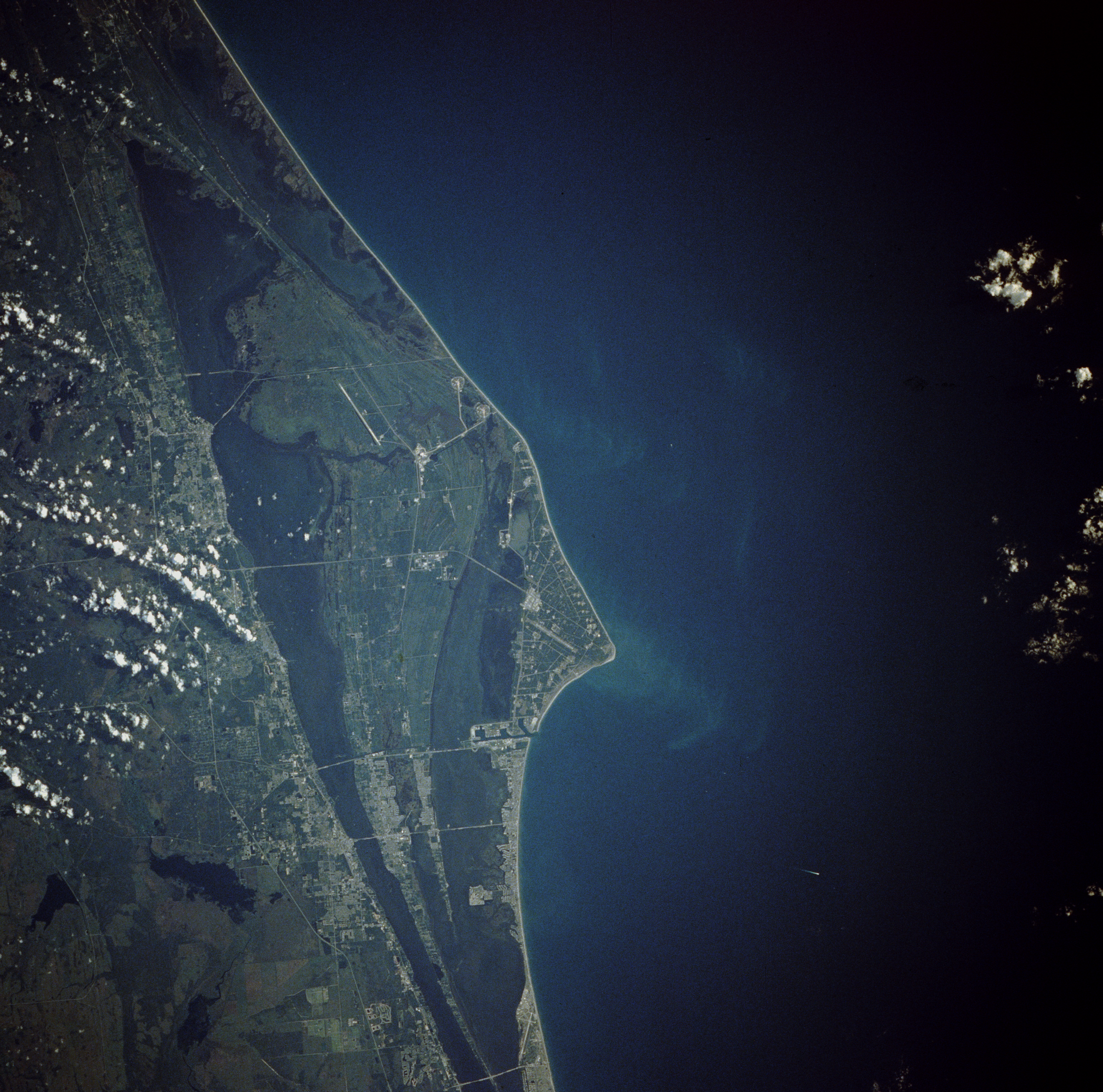
Cape Canaveral vanuit de ruimte

Het Cape Canaveral Space Force Station (CCSFS) is een ruimtehaven en vliegveld van het Amerikaanse ministerie van Defensie. Tot 9 december 2020 droeg de lanceerbasis de naam Cape Canaveral Air Force Station (CCAFS). De herbenoeming moest in maart 2020 plaatsvinden, maar werd wegens de coronacrisis pas later dat jaar doorgevoerd. De herbenoeming vond plaats nadat alle aan ruimtevaart gerelateerde onderdelen van de Amerikaanse luchtmacht eind 2019 in de US Space Force werden ondergebracht. De basis bevindt zich op Cape Canaveral, een schiereiland en kaap dat deel uitmaakt van de barrière-eilanden aan de oostkust van de staat Florida en staat onder controle van de Space Launch Delta 45 de eerdere 45th Space Wing, een organisatie van United States Space Force (voor 20 december 2019 Air Force Space Command (AFSPC) met het hoofdkwartier op Patrick Space Force Base dat enkele tientallen kilometers ten zuiden van het CCSFS ligt.

## Geschiedenis

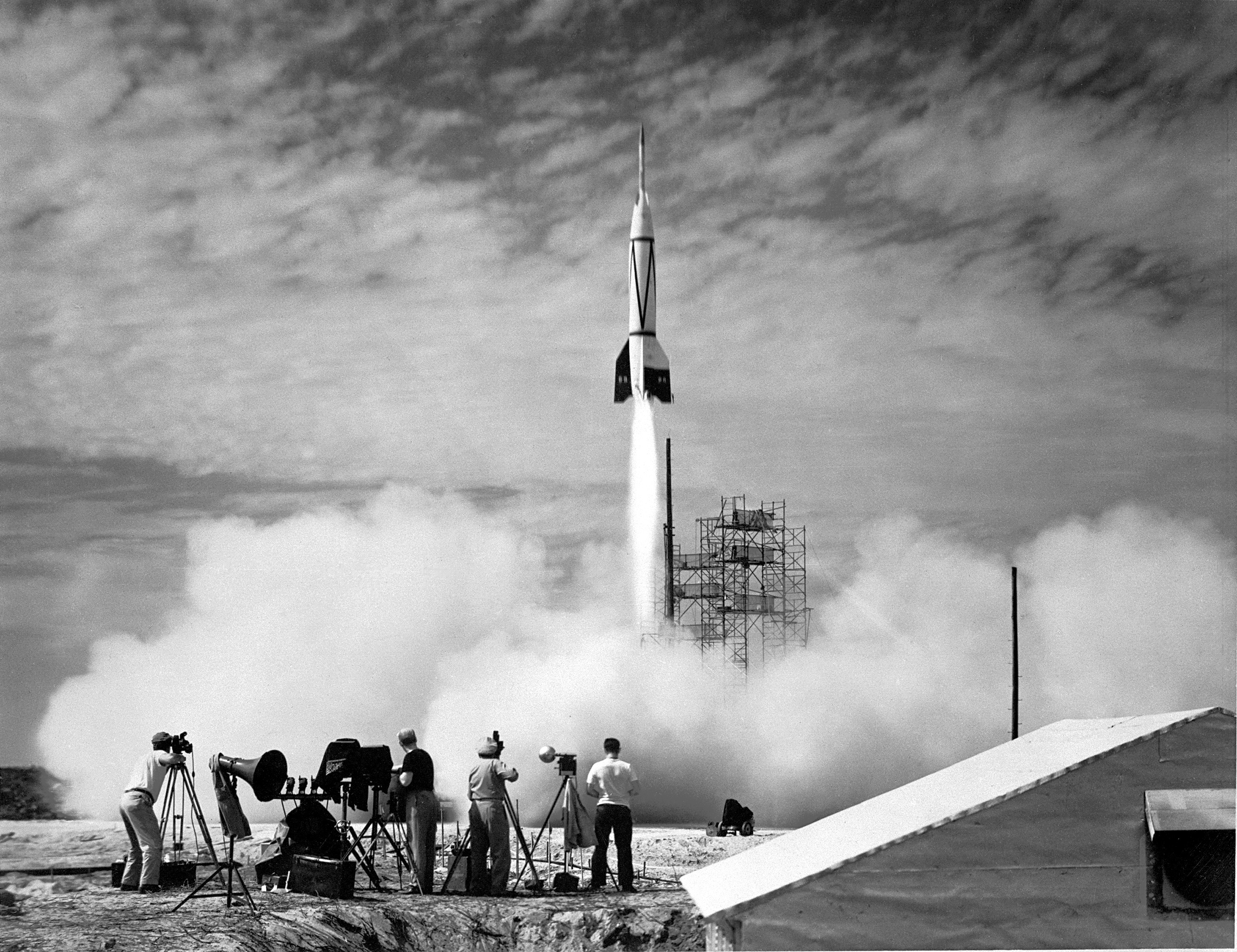
De Bumper V-2 was de eerste raket gelanceerd op Cape Canaveral, de lancering vond plaats op 24 juli 1950 vanaf Lanceercomplex 3. (NASA)

Na de Tweede Wereldoorlog richtte de Amerikaanse luchtmacht een testterrein voor raketten in bij White Sands in New Mexico. Toen in 1947 een Bumper V2-raket de verkeerde kant op vloog en na over Texas te zijn gevlogen in buurland Mexico op een begraafplaats neerstortte, werd duidelijk dat er een veiliger lanceerplaats gezocht moest worden. De USAF wilde een lanceerplaats aan de oostkust en een aan de westkust zodat raketten na de lancering boven zee en niet boven bewoond gebied zouden vliegen en/of neerstorten. Aan de oostkust viel de keuze op het waddeneiland rond Cape Canaveral in Florida.
Het CCAFS-gebied wordt sinds 1949 gebruikt door de Amerikaanse overheid. In dat jaar richtte president Harry S. Truman de Joint Long Range Proving Grounds op bij Cape Canaveral voor het uittesten van raketten. De locatie was een van de meest geschikte testlocaties op het Amerikaanse vasteland. In 1951 richtte de Amerikaanse luchtmacht officieel een rakettestcentrum op bij Cape Canaveral.
De eerste Amerikaanse Suborbitale ruimtevluchten werden gelanceerd vanaf Cape Canaveral in 1956. Nadat de Sovjet-Unie met succes de Spoetnik 1 had gelanceerd, probeerden de Amerikanen hun eerste satelliet te lanceren vanaf Cape Canaveral. Dit gebeurde op 6 december 1957. De raket die de Vanguard TV3 droeg explodeerde echter voor hij goed en wel was opgestegen.
Nadat NASA werd opgericht in 1958 begon de luchtmacht raketten voor NASA te testen vanaf CCAFS. De Redstone, Jupiter, Pershing, Polaris, Thor, Atlas, Titan, Saturnus I en Saturnus IB, Minuteman-raketten werden allemaal getest vanaf CCAFS.
Na de pioniersdagen van de ruimtevaart waarbij er bijna dagelijks (test)lanceringen plaatsvonden was het lange tijd zo dat hooguit 20 raketten (Titan, Atlas en Delta) per jaar werden gelanceerd vanaf het CCAFS. De meeste lanceerplaatsen lagen er vervallen bij. Door de snelle opkomst van commerciële ruimtevaart sinds 2010 heeft de 45SW zijn systemen aangepast om één lancering per 48 uur te kunnen verwezenlijken. Het tempo voor Rapid Launch Support later nog hoger. Rond de lanceringen van Amos-17 (per Falcon 9) en AEHF 5 (per Atlas V) begin Augustus 2019 werden voor het eerst twee lanceringen kort op elkaar gepland. Er zat minder dan 35 uur tussen beide lanceringen. Vanwege de veranderde lanceermarkt worden ook oude lanceercomplexen weer in gebruik genomen en aangepast voor moderne commerciële raketten van alle formaten.
Lange tijd werden vanaf CCAFS alleen lanceringen in oostelijke richting (met de draairichting van de aarde mee) toegestaan. Lanceringen naar een polaire satellietbaan (polar orbit) of tegen de draairichting van de aarde in werden meestal vanaf Vandenberg Air Force Base in Californië uitgevoerd. Op 31 december 2017 opende de USAF echter een corridor naar het zuiden voor polar orbit. Deze corridor ligt parallel langs de oostkust van Florida en buigt ter hoogte van Fort Lauderdale af naar het zuiden waardoor er na het verlaten van Cape Canaveral niet over Florida wordt gevlogen. De eerste lancering door die corridor was SpaceX-vlucht Saocom 1B die op 30 augustus 2020 plaatsvond. Met de huidige generatie draagraketten zou het gevaar voor neerstorten in Cuba verwaarloosbaar zijn. Voorwaarde voor het gebruik van deze corridor is dat draagraketten een intern automatisch zelfvernietigingssysteem aan boord hebben. Raketten van SpaceX en Northrop Grumman Space Systems zijn reeds met zo’n systeem uitgerust.

## Huidig gebruik
Vanaf lanceercomplexen ten zuiden van de kaap wordt sinds de sluiting van Lanceercomplex 17 in 2011 niet meer gelanceerd ten behoeve van de daar dichtbijgelegen industriezone. Nabij LC-17 is al sinds 1966 het Air Force Space and Missile Museum, sinds 2022 het Cape Canaveral Space Force Museum genaamd, gevestigd op de voormalige lanceercomplexen LC-5 en LC-26.
De lanceercomplexen SLC-37 en SLC-41 zijn nu aangepast voor het lanceren van EELV's Delta IV en Atlas V-raketten van United Launch Alliance. Vanaf SLC-41 zullen vanaf 2021 ook bemande vluchten van de Boeing Starliner plaatsvinden en vanaf 2021 zal de nieuwe Vulcan-draagraket er als opvolger van de Atlas V gelanceerd worden. 
SLC-40 wordt gebruikt voor de Falcon 9 van SpaceX. Lanceercomplex 13 is omgebouwd tot landingscomplex met twee landingsplaatsen voor SpaceX' Falcon 9 en Falcon Heavy boosters en heet sinds Landing zone 1 en 2. De eerste raketlanding daar vond plaats op 21 december 2015. 
LC-36 is verhuurd aan Space Florida die het sinds 2015 aan Blue Origin onderverhuurt. De New Glenn zal door Blue Origin gelanceerd worden vanaf LC-36B. Op LC-36A wordt een testopstelling voor rakettrappen van de New Glenn gebouwd en het nabijgelegen LC-11 zal een testopstelling voor losse raketmotoren van Blue Origin verrijzen. 
Space Florida is het ruimtevaartagentschap van de staat Florida dat zich toelegt op het versterken van Florida's "Space Coast" door commercieel gebruik van de gebieden en faciliteiten rond Cape Canaveral mogelijk te maken.
Ook SLC-46 wordt verhuurd aan Space Florida. Vanaf SLC-46 zullen onder andere Minotaur IV raketten van Orbital ATK, de Vector R en de Vector H van Vector Space Systems worden gelanceerd. Hoewel de Minotaurs ook vanaf de Mid-Atlantic Regional Spaceport worden gelanceerd heeft SLC-46 als voordeel dat het dichter bij de evenaar ligt en daardoor meer impuls van de aarde meegeeft. Ook heeft NASA in 2019 de "in flight launch abort test" van Orion daarvandaan gelanceerd. SLC-17 en SLC-18 worden sinds 2016 verhuurd aan NewSpace-bedrijf Moon Express voor het testen van hun maanlanders.
LC-16 wordt sinds januari 2019 verhuurd aan Relativity Space dat het gaat verbouwen om er hun nog te ontwikkelen. Terran 1 raketten te lanceren. 
In februari 2019 werd ook een huurcontract afgesloten tussen Space Florida en Firefly Aerospace dat SLC-20 in gebruik neemt en aanpast om er hun Alpha-en-Beta-raketten te lanceren.
In de lanceersilo van voormalige lanceercomplex 31b vanwaar vroeger ballistische raketten van het type Minuteman werden gelanceerd liggen sinds 1986 de restanten van het verongelukte ruimteveer Challenger opgeslagen. In 2015 werd de silo geopend om er enkele brokstukken uit te halen voor een permanente tentoonstelling van het Smithsonian.
De start-en-landingsbaan wordt onder andere gebruikt voor de Stargazer, een Lockheed L1011-vliegtuig dat Northrop Grumman gebruikt om Pegasus-raketten vanuit de lucht te lanceren.

## Trivia
- Een groot gedeelte van het Cape Canaveral Space Force Station bestaat uit een wildreservaat met moerassen en lagunes waarin onder meer alligators leven. Deze worden door ruimtevaartreporters soms, bij wijze van grap, aangeduid als de "Cape Canaveral Security Guards". Bij lancering zijn geaccrediteerde reporters en fotografen welkom op de I-T-L Causeway. Wanneer een alligator te dichtbij komt moeten zij schuilen in hun auto.